# Orilka
Orilka (ukrainien : Орілька) est une commune urbaine de l'oblast de Kharkiv, en Ukraine. Elle dépend administrativement du raïon de Lozova, et compte 2 943 habitants en 2021.

## Géographie
La commune se situe dans la partie sud de l'oblast de Kharkiv, sur la rive sud de la rivière homonyme Orilka, affluente de la rivière Oril, dans le bassin hydrographique du fleuve Dniepr. La commune est également traversée par le Canal Dniepr - Donbass, qui joint le Dniepr à la la rivière Donets. La commune se trouve à 113 kilomètres au sud de la ville de Kharkiv, près de la limite administrative avec l'oblast de Dnipropetrovsk.